# マリア・アンナ・フォン・プファルツ＝ビルケンフェルト
マリア・アンナ・フォン・プファルツ＝ビルケンフェルト（Prinzessin Maria Anna von Zweibrücken-Birkenfeld, 1753年7月18日 - 1824年2月4日）は、ヴィッテルスバッハ家プファルツ系の傍流プファルツ＝ビルケンフェルト家の公子フリードリヒ・ミヒャエルの娘で、ヴィッテルスバッハ家支族のバイエルン公ヴィルヘルムの妻となった。
弟はバイエルン国王マクシミリアン1世。オーストリア皇后エリーザベト、両シチリア王妃マリーア・ソフィアの曾祖母にあたる。

## 生涯
マリア・アンナは1753年7月18日にシュヴェツィンゲンでヴィッテルスバッハ家一門パラティーノ伯爵フリードリヒ・ミヒャエル・フォン・プファルツ＝ツヴァイブリュッケン＝ビルケンフェルト＝ビシュヴァイラーとその妻パラティーノ伯爵夫人マリア・フランツィスカ・フォン・プファルツ＝ズルツバッハの4番目の子供（次女）として生まれた。彼女の長兄カール2世アウグストは1775年から1795年までプファルツ・ツヴァイブリュッケン公であり、姉のアマーリエは最後のザクセン選帝侯妃だった。また、彼女の弟マクシミリアン・ヨーゼフは、1806年にバイエルン王国初代国王マクシミリアン1世になった。
1760年、マリア・アンナの母親のマリア・フランツィスカはマンハイム出身の俳優と不倫し、相手の子供を身ごもった。男は速やかにビルケンフェルト宮廷から追放された。マリア・フランツィスカはストラスブールで男児を出産した後、メスのウルスラ会修道院に幽閉された。その後、マリア・アンナの兄弟であるカール・アウグストとマクシミリアン・ヨーゼフはその後、叔父のクリスチャン4世とその妻フォルバッハ伯爵夫人に引き取られたが、マリア・アンナはナンシーの尼僧院で育った。1767年に父親が亡くなり、彼女は1744年以来ベルクツァーベルン城に住んでいたプファルツ＝ツヴァイブリュッケン公爵夫人である祖母のカロリーネ・フォン・ナッソー・ザールブリュッケンの世話をしながら、生活するようになった。カロリーネが1774年に亡くなった後、マリア・アンナは叔母であるプファルツ選帝侯妃エリーザベト・アウグステ・フォン・プファルツ＝ズルツバッハに引き取られ、マンハイムのプファルツ宮廷に移住した。
1780年1月30日、彼女は同じヴィッテルスバッハ家一門のヴィルヘルムとマンハイムで結婚した。結婚式の直後、ヴィルヘルムは選帝侯カール・テオドールによってバイエルンに召喚され、1780年の春に夫婦はランツフートの邸宅に引っ越した。
ランツフートでは、夫妻は二人の子供に恵まれた。
1799年にマリア・アンナの弟マクシミリアンがバイエルン選帝侯カール・テオドールの後を継いで、バイエルン選帝侯に即位した際、ヴィルヘルムは新たに作成された称号「バイエルン公」を与えられた。これにより、マリア・アンナは最初のバイエルン公爵夫人になった。ただし、「バイエルン公」という称号とは対照的に、それに関連する支配権は存在しなかった。
また、マリア・アンナは第二次対仏大同盟による戦争中、選帝侯軍の司令官であった夫に従い、最初はアンベルク、次にバイロイト、そして最後にリュネヴィルの和約の後、ミュンヘンへ、というように頻繁に移住した。3年後、一家は1803年にヴィルヘルムがマリア・アンナの弟マクシミリアン・ヨーゼフから分封地として受け取ったベルク公国に定住した。1806年3月15日、マクシミリアン・ヨーゼフがベルク公国をナポレオンに割譲したとき、ヴィルヘルムは金銭的補償を受け、家族と共にバンベルクの邸宅に引っ越し、マリア・アンナは人生の終わりまでそこに住んでいた。邸宅の裏にあるバンベルクのバラ園は、マリア・アンナが、500本のバラの茂みやその他の花を当時の司教宮廷庭園に自費で植えたことによってできたもので、フランケン地方で最初のバラ園である。
1824年1月末、マリア・アンナは「炎症性熱」で体調を崩し、1824年2月4日の午後に亡くなった。彼女は、家族の夏の離宮であるバンツ修道院にある公爵家の地下霊廟に埋葬された。

## 子女
- マリア・エリーザベト（1784年 - 1849年） - 1808年、フランス帝国元帥、ヴァクラム公、ヌーシャテル公爵ルイ＝アレクサンドル・ベルティエと結婚
- ピウス・アウグスト（1786年 - 1837年）